# Temirtau (Russia)
Temirtau è una cittadina della Russia siberiana meridionale (oblast' di Kemerovo); appartiene amministrativamente al rajon Taštagol'skij.